# Vari (Grecia)
Vari  este un oraș în Grecia în prefectura Attica.